# Надахупские языки
Надахупские языки, или языки маку (не путать с изолированным языком маку) — малочисленная семья индейских языков, распространённая в Бразилии, Колумбии и Венесуэле. Название Makú — уничижительное, на языке лингва-жерал (семья тупи) означает «раб, низкий человек».

## Состав
- Дав (кама)
- Надеб (также известен как надобо, хириваи, хахоб, гуариба, варива, кабори + диалект куяви)
- Хуп (также известен как хупде, убде, хупда, юхуп(де), яхуп)
- Никак (также известен как нукак + диалект какуа или бара)

| Русский | Надеб        | Хуп  | Дав  | Никак            |
| ------- | ------------ | ---- | ---- | ---------------- |
| отец    | ʔɨb          | ʔip  | ʔiːp | ʔiːp (какуа ʔip) |
| яйцо    | tɨb          | tip  | tɨp  | tip (какуа)      |
| вода    | mi           | mĩh  | mĩʔ  | mah (какуа)      |
| зуб     | təɡᵑ (куяви) | təɡᵑ | təɡ  | —                |
| дом     | —            | mõj  | mɔ͂j  | mɨ͂               |

Язык надеб, по-видимому, дальше всех отстоит от других языков группы. Также отсутствует согласие насчет места языка никак. Мартинс (1999) предлагает две классификации, требующие дальнейших исследований:
Мартинс, гипотеза A
|        | Надеб (также известен как кабури; к нему же относится диалект Куяви) |
|        | |
| Ваупес | \| \| Никак (известен также как нукак, вместе с диалектом какуа) \| \| \| \| \| \| Дав (также известен как кури-доу или кама (kamã; уничижительное)) \| \| \| \| \| \| Хуп (также известен как хупда (jupdá); вместе с диалектом юхуп / яхуп) \| \| \| \| |
|        | \| \| Никак (известен также как нукак, вместе с диалектом какуа) \| \| \| \| \| \| Дав (также известен как кури-доу или кама (kamã; уничижительное)) \| \| \| \| \| \| Хуп (также известен как хупда (jupdá); вместе с диалектом юхуп / яхуп) \| \| \| \| |
|        | Никак (известен также как нукак, вместе с диалектом какуа) |
|        | |
|        | Дав (также известен как кури-доу или кама (kamã; уничижительное)) |
|        | |
|        | Хуп (также известен как хупда (jupdá); вместе с диалектом юхуп / яхуп) |
|        | |

|  | Никак (известен также как нукак, вместе с диалектом какуа)             |
|  |                                                                        |
|  | Дав (также известен как кури-доу или кама (kamã; уничижительное))      |
|  |                                                                        |
|  | Хуп (также известен как хупда (jupdá); вместе с диалектом юхуп / яхуп) |
|  |                                                                        |

Мартинс, гипотеза B
|         | Надеб (с диалектом Куяви)                                             |
|         |                                                                       |
| Дав‑хуп | \| \| Дав \| \| \| \| \| \| Хуп (вместе с диалектом юхуп) \| \| \| \| |
|         | \| \| Дав \| \| \| \| \| \| Хуп (вместе с диалектом юхуп) \| \| \| \| |
|         | Никак (+ какуа)                                                       |
|         |                                                                       |
|         | Дав                                                                   |
|         |                                                                       |
|         | Хуп (вместе с диалектом юхуп)                                         |
|         |                                                                       |

|  | Дав                           |
|  |                               |
|  | Хуп (вместе с диалектом юхуп) |
|  |                               |

## Типология
Языки дав и хуп(да) утратили префиксы, но приобрели суффиксы за счёт грамматикализации глагольных корней. Подавляющее большинство корней в этих языках — односложные, что можно наблюдать на примере редукции португальского заимствования dinheiru (деньги), которое в языке дав превратилось в yẽl’. В языках надеб и никак корни многосложные. В языке никак допускается не более одного префикса на слово, а в языке надеб существует богатая префиксация и полисинтетический строй — до 9 префиксов на слово (что крайне необычно для амазонских языков), инкорпорация существительных, предлогов и наречий.

## Лексика
Лексика:
| Русский   | Пранадахуп | Уа̃нсəхəт                         | Какуа             | Ныкак     |
| --------- | ---------- | -------------------------------- | ----------------- | --------- |
| ‘ты’      | *-m        | m-ãm                             | m-ẽm              | m-ẽm      |
| ‘кровь’   | *mɨjɨːw    | mãʔ                              | mẽ(ʔẽ)p           | mẽʔẽp     |
| ‘камень’  |            | haʔ                              | he                | he(e)     |
| ‘печень’  |            | nãm-ʔot ‘печень’, nãm-de ‘живот’ | nẽm               | nẽʔ       |
| ‘мясо’    | *nVp       | -ta                              | (или dap ‘рука’?) | dep       |
| ‘дым’     |            | (dəʔ-)aj                         | tɨ-hej            | (tɨa-)hei |
| ‘ночь’    | *cʼəm      | saj                              | tʃej              | tʃei      |
| ‘огонь’   | *təːŋ      | dəʔə                             | tɨ                | tɨa       |
| ‘звезда’  |            | kət                              | kɨj               | kɨi       |
| ‘жир’     |            | jeʔ                              | ji                | ɟii, aɟi  |
| ‘слышать’ |            | -huj                             | huj               | hui       |
| ‘отец’    | *ʔɨp       | ʔiʔ                              | ʔip               | i(i)p     |
| ‘мать’    | *ʔ         | ʔĩn                              | ʔĩn               | ʔĩ(ĩ)n    |

## Генетические связи
Родство языков Маку было установлено Кохом-Грюнбергом (1906), П. Риве и Тастевеном (1920), а также К. Нимуендажу (1950—55). (П. Риве (Rivet, 1920), Т. Кауфман (Kaufman, 1994) и Х. Поццобон (Pozzobon, 1997) включали в семью язык пуйнаве. Согласно современным исследователям С. Мартинс и В. Мартинс, гипотеза родства пуйнаве и макуанских языков не доказана.
Хенли, Маттей-Мюллер и Рид (Henley, Mattéi-Müller and Reid, 1996) предлагали включить в семью языки ходи (хоти, ювана).
Пуйнавские языки нередко включаются в гипотетическую макро-пуйнавскую макросемью наряду с катукинскими языками, языками арутани-сапе и языком маку. В свою очередь, Гринберг включал макро-пуйнавские языки в свою макро-туканскую макросемью (эта гипотеза в настоящее время отвергнута), а Сводеш предлагал макро-маку макросемью.